# Тирибаз
Тирибаз (грч. Τηρίβαχος) је био ахеменидски сатрап Јерменије и Лидије у доба владавине Артаксеркса II.

## Биографија
Тирибаз је у време похода Десет хиљада служио као сатрап Јерменије. Био је веома угледан персијски племић. Према Ксенофонту, Тирибаз је једини имао част помагати Артаксерксу да узјаше коња. Године 393. п. н. е. наследио је лидијског сатрапа Титрауста. Тирибаз је узео учешћа у Коринтском рату обезбедивши спартанском дипломати Анталкиди пријем код цара. Године 392. п. н. е. председавао је мировним конгресом у Сарду који је завршен без успеха. Међутим, Тирибаз је тајно помагао спартанске снаге због чега је смењен од стране цара Артаксеркса. На његово место дошао је Струта. На лидијски престо Тирибаз се вратио 387. п. н. е. Помогао је Анталкиди да Атињанима зада јак ударац након чега их је присилио на преговоре. Следеће, 386. п. н. е., у Сузи је склопљен Анталкидов мир. Исте године, Тирибаз је, заједно са јерменским сатрапом Оронтом I, учествовао у походу против кипарског краља Евагоре. Поход је завршен успешно. Следеће године га је Оронт оптужио за издају. Након три суђења, Тирибаз је ослобођен од оптужби. Цар Артаксеркс му је понудио руку богате персијске племкиње, али се касније предомислио и сам је оженио. Тирибаз је због тога сковао заверу против цара, али је она откривена. Убијен је приликом пружања отпора.